# Überlandflug
Ein Überlandflug (englisch Cross-Country Flight) ist ein Flug zwischen zwei Punkten (in der Regel Flugplätzen) mittels Flugnavigation. Zur Abgrenzung dazu wird unter einem, häufig aus Trainings- oder Ausbildungszwecken durchgeführten, Platzrundenflug ein Flug innerhalb der Platzrunde eines Flugplatzes und unter einem Lokalflug ein Flug mit identischem Start- und Zielflugplatz verstanden. 

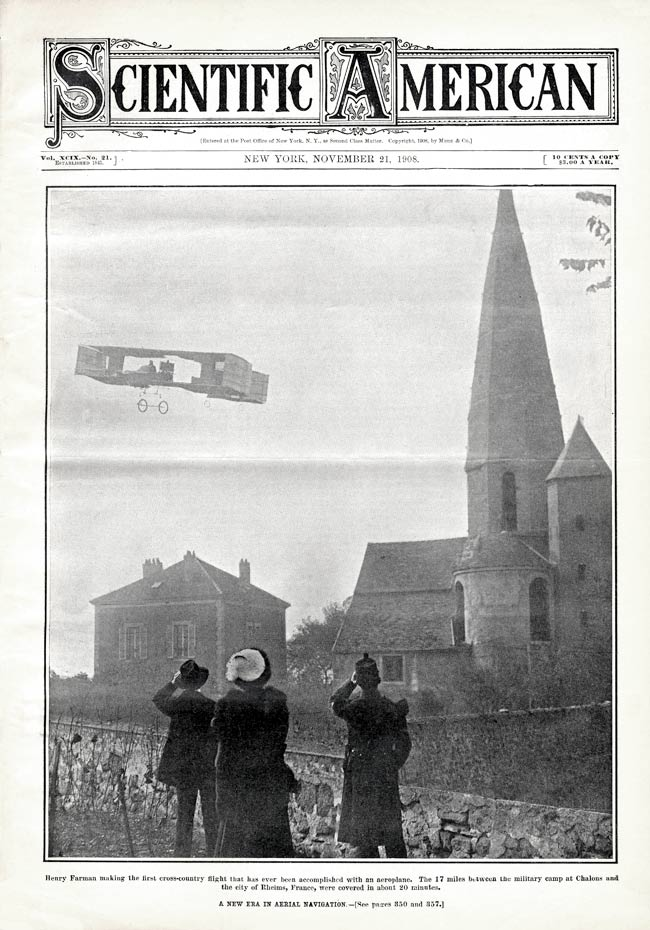
Farman am 30. Oktober 1908 „beim ersten Überlandflug, der jemals mit einem Flugzeug unternommen wurde“. Der Flug führte von Chalons nach Reims (27 Kilometer in 20 Minuten).

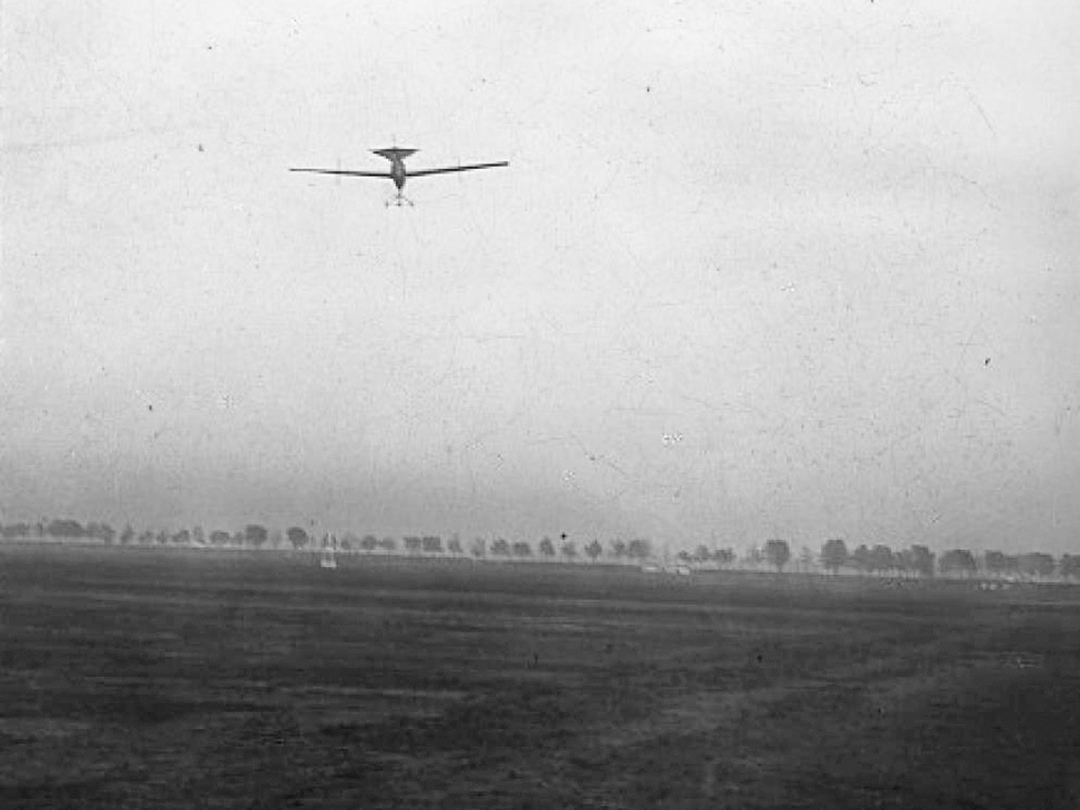
„Hubert Latham auf dem Flug nach Johannisthal, 1909“

Der motorlose Überlandflug mittels Segelflugzeug, Hängegleiter oder Gleitschirm wird allgemein als Streckenflug bezeichnet.

## Rechtliche Definition
In Deutschland beginnt gemäß § 3a LuftVO ein Überlandflug bereits, wenn der Pilot den Verkehr in der Platzrunde des Startflugplatzes nicht mehr einsehen kann, unabhängig ob später nochmals auf dem Startflugplatz oder einem anderen Landeplatz gelandet wird.
Aus Lärmschutzgründen ist in der § 1 der Landeplatz-Lärmschutz-Verordnung festgelegt, dass auf stark frequentierten Flugplätzen mit über 15.000 Flugbewegungen im Vorjahr, Starts und Landungen während der Ruhezeiten nur von Luftfahrzeugen mit Lärmzeugnis für Überlandflüge erfolgen dürfen.

## Flugplanung
Bei jedem Überlandflug muss sich der Pilot mit den Flugwettermeldungen und -vorhersagen vertraut machen sowie eine Flugvorbereitung und Flugplanung durchführen. Bei Flügen nach Sichtflugregeln ist eine Mindestflughöhe von 150 Metern (500 Fuß) über Grund einzuhalten, die über Städten, anderen dicht besiedelten Gebieten und Menschenansammlungen im Freien auf 300 Meter (1000 Fuß) über dem höchsten Hindernis im Umkreis von 600 Metern angehoben ist. Bei Flügen nach Instrumentenflugregeln gilt eine Mindestflughöhe von 300 Metern (1000 Fuß), über hohem Gelände oder in gebirgigen Gebieten erhöht auf 600 Meter (2000 Fuß), über dem höchsten Hindernis im Umkreis von 8 Kilometern.

## Ausbildung
Überlandflüge sind fester Bestandteile der Pilotenausbildung. Je nach angestrebter Lizenz oder Berechtigung müssen mehrere Überlandflüge mit einem Fluglehrer und im Alleinflug nachgewiesen werden. Hierbei müssen in der Regel unterschiedliche Flugplätze in einem Mindestabstand zueinander angeflogen werden.

## Geschichte
Der erste Überlandflug mit einem Flächenflugzeug wurde am 30. Oktober 1908 von Henri Farman mit seiner Voisin-Farman I unternommen. Der Flug führte über 27 Kilometer in 20 Minuten von Chalons nach Reims.
Den ersten Überlandflug mit einem Flächenflugzeug in Deutschland führte Hubert Latham am 27. September 1909 über Berlin durch. Er flog mit seinem Antoinette-Eindecker zehn Kilometer vom Tempelhofer Feld zum Flugplatz Johannisthal, wo anlässlich der Eröffnung des Platzes ein „Konkurrenz-Fliegen“ stattfand. Da zur damaligen Zeit Überlandflüge von Flugzeugen nicht von Vorschriften geregelt waren, galt Lathams Flug als „grober Unfug“ und zog ein Strafmandat der Polizeibehörde von 150 Mark nach sich.